# Carya pallida
Carya pallida är en valnötsväxtart som först beskrevs av William Willard Ashe, och fick sitt nu gällande namn av Adolf Engler och Graebn. Carya pallida ingår i släktet hickory, och familjen valnötsväxter. Inga underarter finns listade i Catalogue of Life.